# USB-C

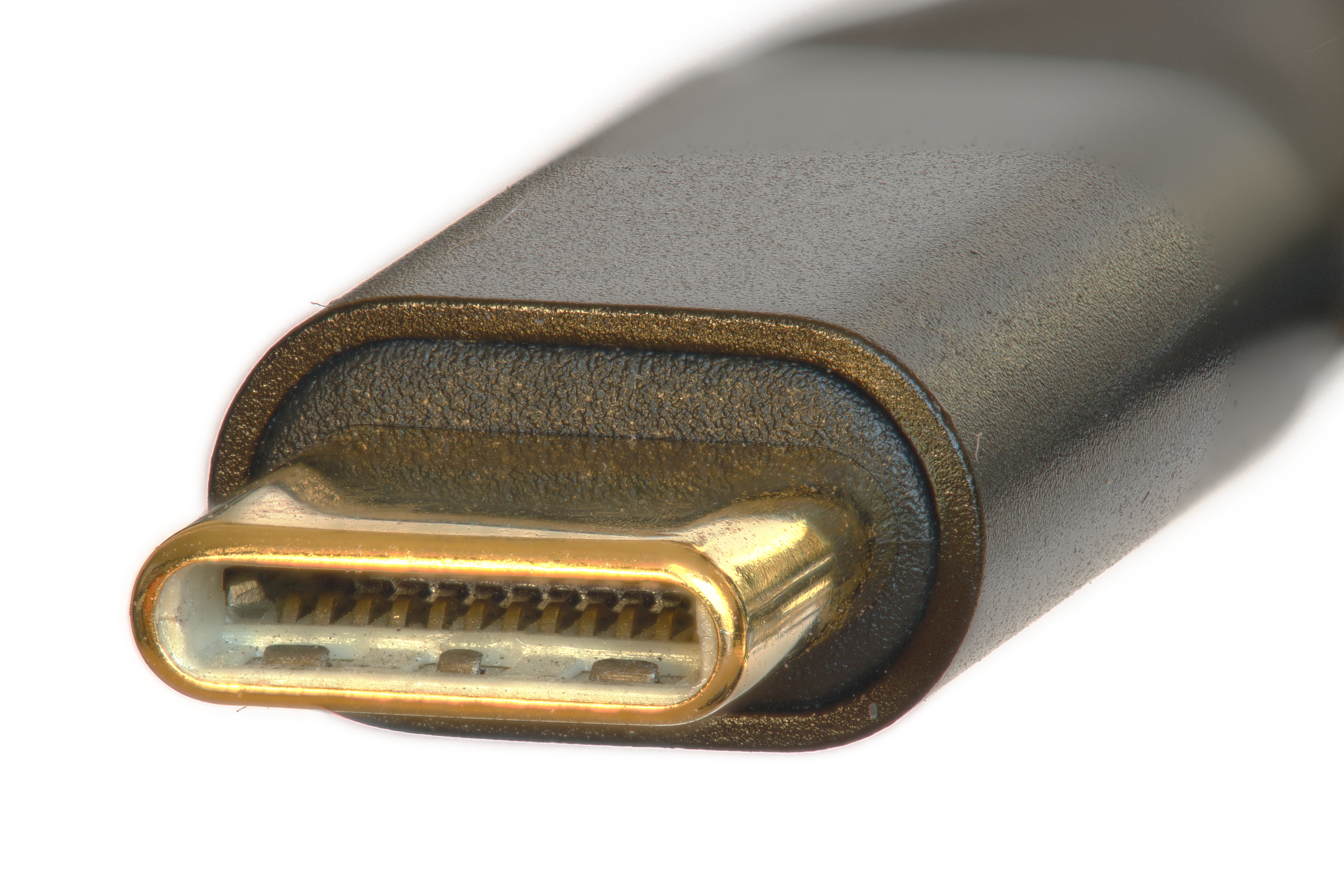
USB‑C 플러그

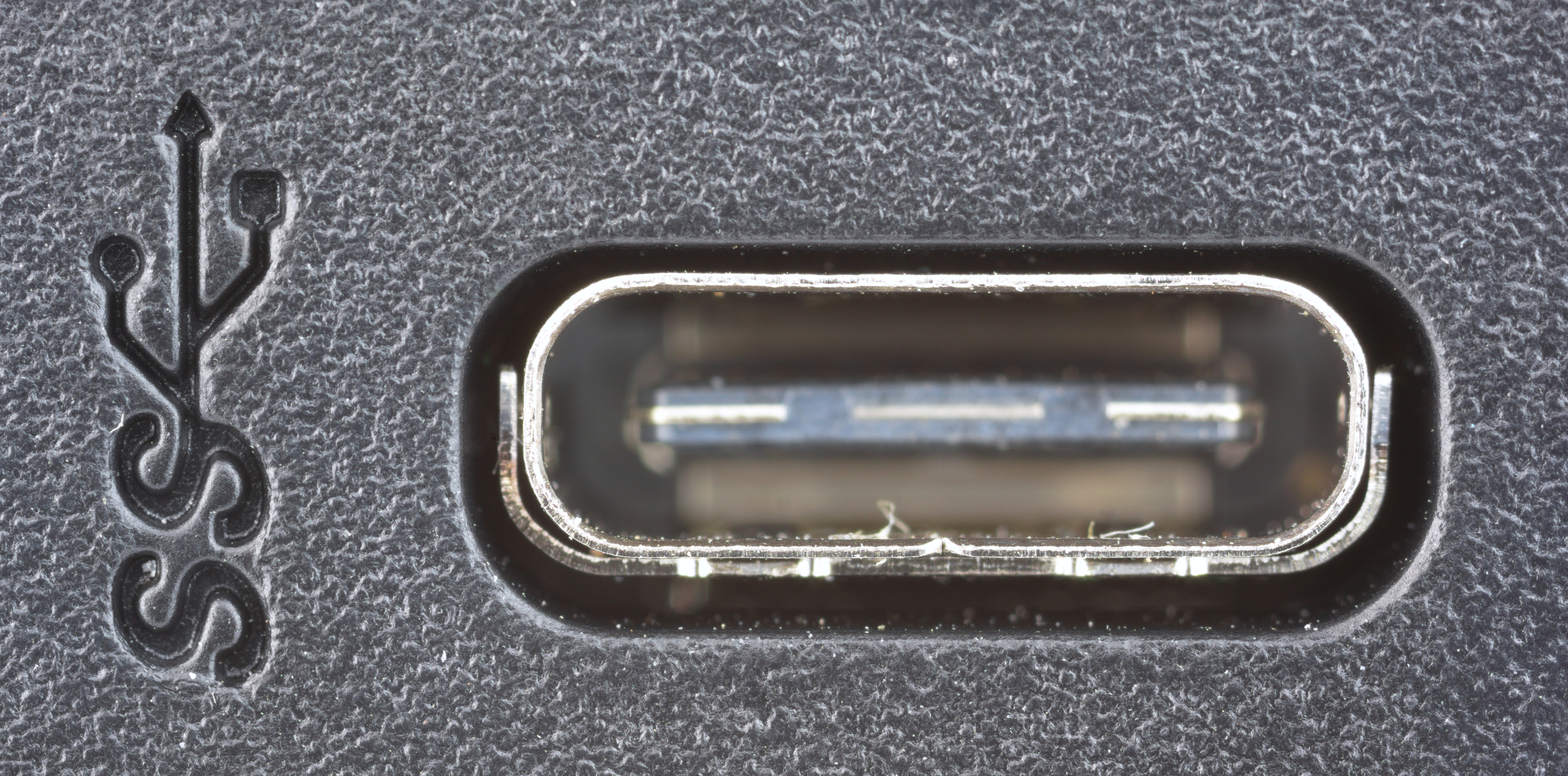
노트북의 USB‑C (SuperSpeed USB 5Gbps) 리셉터클

USB-C(유에스비 씨), 또는 USB 타입-C(USB Type-C)는 2014년에 기본으로 지정한 이전 USB 단자를 모두 대체하고, 미니 디스플레이포트 및 라이트닝 단자도 대체하는 24핀 가역 단자 (프로토콜 아님)이다. USB‑C는 디스플레이, 외장 드라이브, 휴대 전화, 키보드, 트랙패드, 마우스 및 더 많은 장치에 연결하려면 오디오나 비디오와 같은 데이터, 전력 또는 둘 다를 전달한다. 때로 허브나 도킹 스테이션을 이용해 간접적으로 연결하기도 한다. 이것은 USB 기술뿐만 아니라 선더볼트, PCI 익스프레스, HDMI, 디스플레이포트 및 기타 데이터 전송 프로토콜에서도 사용된다. 미래의 프로토콜을 지원하기 위해 확장 가능하다.
USB‑C 단자의 디자인은 2012년에 인텔, HP, 마이크로소프트 및 USB-IF이 처음 개발했다. Type‑C 사양 1.0은 2014년 8월 11일 USB-IF(USB-IF)가 발표했다. 2016년에는 IEC이 "IEC 62680-1-3"으로 채택했다.
USB Type‑C 단자는 24핀이며 가역적이다. "C" 지정은 이전에 대체된 모든 USB 단자(모두 Type-A 또는 Type-B로 불림)와 구별된다. 이전 USB 케이블은 호스트 측 A와 주변 장치 측 B를 가졌지만, USB-C 케이블은 양쪽 방향으로 연결한다. 구형 장치와 상호 운용하고자 한쪽 끝에 Type-C 플러그가 있고 다른 쪽 끝에 Type-A (호스트) 또는 Type-B (주변 장치) 플러그가 있는 케이블이 있다.
지정 C는 단자의 물리적 구성, 즉 폼 팩터를 의미하며, 선더볼트 3, 디스플레이포트 2.0, USB 3.2 Gen 2×2와 같은 단자의 특정 기능 및 성능과 혼동해서는 안 된다. USB-C는 모든 USB 프로토콜을 위한 단일 현대 단자이지만, USB 프로토콜을 포함하지 않는 단자의 유효한 용도도 있다. 호스트, 중간 장치(허브) 및 주변 장치가 지원하는 프로토콜에 따라 USB-C 연결은 일반적으로 대체된 단자를 사용하는 어떤 것보다 훨씬 높은 데이터 전송 속도와 더 많은 전력을 제공한다.
Type‑C 커넥터가 있는 장치가 반드시 USB 전송 프로토콜, USB Power Delivery, 또는 대체 모드 중 하나를 구현하는 것은 아니다. Type‑C 커넥터는 여러 기술에 공통으로 사용되며 그 중 일부만을 의무화한다.
2017년 9월에 출시된 USB 3.2는 USB 3.1 (및 따라서 USB 3.0) 사양을 완전히 대체했다. 이는 이전 USB 3.1 슈퍼스피드 및 슈퍼스피드+ 데이터 전송 모드를 유지하고, 10Gbit/s(슈퍼스피드 USB 10Gbps; 원시 데이터 전송률: 1.212GB/s) 및 20Gbit/s(슈퍼스피드 USB 20Gbps; 원시 데이터 전송률: 2.422GB/s)의 신호 속도로 새로운 2레인 동작을 적용하여 두 가지 추가 데이터 전송 모드를 도입한다. 이는 전체 기능 USB-C 케이블 및 커넥터, 그리고 이를 사용하는 호스트, 허브 및 주변 장치에만 적용 가능하다.
2019년에 출시된 USB4는 USB‑C를 통해서만 적용 가능한 최초의 USB 전송 프로토콜 표준이다.

## 사용 편의성
USB-C 표준은 양쪽 끝에 동일한 플러그를 가진 케이블을 지정함으로써 사용을 간소화하며, 방향에 관계없이 삽입할 수 있다. 두 장치를 연결할 때 사용자는 케이블의 어느 한쪽 끝을 어느 장치에든 꽂을 수 있다. 플러그는 평평하지만, 똑바로 삽입하든 거꾸로 삽입하든 작동한다.
USB‑C 리셉터클은 플러그가 두 방향 중 어느 하나로든 삽입될 수 있기 때문에 2겹 회전대칭을 가지고 있다. 전기적으로 USB‑C 플러그는 대칭이 아니며, 핀 레이아웃 표에서 볼 수 있다. 또한 USB‑C의 양쪽 끝은 전기적으로 다르며, 케이블 배선 표에서 볼 수 있다. 대칭의 환상은 장치가 케이블에 반응하는 방식에서 비롯된다. 소프트웨어는 플러그와 케이블이 대칭인 것처럼 작동하도록 만든다. 사양에 따르면, "이 호스트-장치 관계의 결정은 케이블을 통해 연결된 구성 채널(CC)을 통해 이루어진다."
USB-C 표준은 선더볼트, PCI 익스프레스, HDMI, 디스플레이포트 등 다른 통신 기술에 대한 다양한 케이블을 가질 필요성을 없애려고 한다. 2014년 이후 지난 10년 동안, 삼성전자 및 애플을 포함한 많은 회사들이 자사 제품에 USB-C 표준을 채택했다. USB-C 케이블은 회로 기판과 프로세서를 포함할 수 있어 단순한 회로 연결보다 훨씬 더 많은 기능을 제공한다.

## 개요
USB‑C 케이블은 호스트와 주변 장치를 연결하며, 이전 모든 USB 단자, HDMI 단자, 디스플레이포트 포트 및 3.5 mm 오디오 잭을 포함한 다양한 다른 전기 케이블 및 단자를 대체한다.

### 명칭
USB Type‑C 및 USB‑C는 USB Implementers Forum의 상표이다.

### 단자

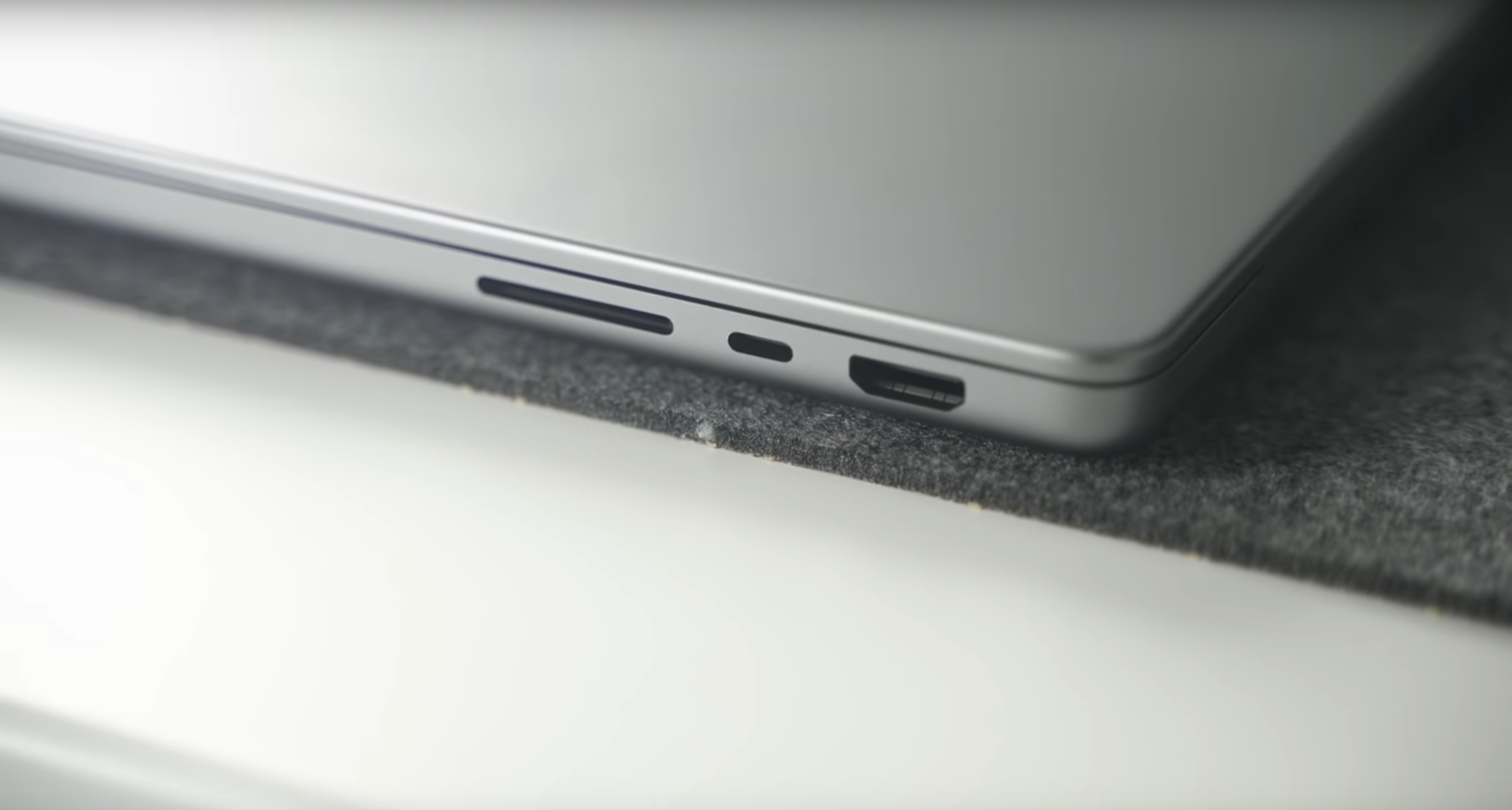
맥북 프로의 USB‑C 포트 (가운데 포트)

24핀 양면 단자는 비-슈퍼스피드 USB 2.0 마이크로 단자보다 약간 크며, USB‑C 리셉터클 개구부는 8.34 mm × 2.56 mm, 깊이 6.20 mm이다.

### 케이블
Type‑C 케이블은 다양한 범주 및 하위 범주로 나눌 수 있다. 첫 번째는 USB 2.0 또는 전체 기능이다. 이름에서 알 수 있듯이 USB 2.0 Type‑C 케이블은 매우 제한적인 전선을 가지고 있으며 USB 2.0 통신 및 전력 공급에만 적합하다. 이들은 구어적으로 충전 케이블이라고도 불린다. 반대로, 전체 기능 케이블은 모든 전선이 채워져야 하며 일반적으로 대체 모드를 지원하며 속도 등급에 따라 더 구별된다.
전체 기능 케이블은 네 가지 속도 등급으로 존재한다. 기술적인 이름은 "Gen A" 표기법을 사용하며, 각 숫자가 높아질수록 대역폭 면에서 기능이 증가한다. 사용자에게 보이는 이름은 사용자가 일반적으로 기대할 수 있는 대역폭을 기반으로 "USB 5Gbps", "USB 20Gbps", "USB 40Gbps" 등으로 지정된다. 이 대역폭 표기법은 다양한 USB 표준과 케이블 사용 방식을 고려한다. Gen 1 / 5 Gbit/s 케이블은 4개의 와이어 쌍 각각에서 해당 대역폭을 지원한다. 따라서 기술적으로는 두 "SuperSpeed USB 20 Gbps" 지원 호스트 간에 명목상 10 Gbit/s의 USB 3 Gen 1x2 연결을 설정하는 데 사용될 수 있다. 비슷한 이유로 "USB 10Gbps"라는 이름은 Gen 2 케이블의 4개 와이어 쌍 중 2개만 사용하며 "USB 20Gbps" 케이블과 동의어이므로 사용이 중단되었다. "Gen A" 표기법이 보장하거나 요구하는 신호 품질은 모든 USB 표준에서 균일하지 않다. 자세한 내용은 표를 참조한다.
USB Implementers Forum은 유효한 케이블을 인증하여 공식 로고로 표시할 수 있도록 하며, 사용자가 비준수 제품과 구별할 수 있도록 한다. 로고가 단순화되었다. 이전 로고와 이름은 USB 3 계열 연결을 위한 슈퍼스피드 또는 USB4와 같은 특정 USB 프로토콜을 직접 참조하기도 했다. 현재 공식 이름과 로고는 대부분의 전체 기능 케이블이 USB4 연결뿐만 아니라 USB 3 연결에도 사용될 수 있으므로 이러한 참조를 제거했다.
더 긴 케이블 길이를 달성하기 위해 신호를 증폭하는 능동 전자 장치를 갖춘 케이블 변형도 존재한다. Type‑C 표준은 이러한 능동 케이블이 수동 케이블과 유사하게 작동하며 광범위한 하위 호환성을 제공하도록 대부분 의무화한다. 그러나 모든 가능한 기능을 지원하도록 의무화되지는 않으며 일반적으로 미래 표준에 대한 상위 호환성은 없다. 광 케이블은 하위 호환성을 더욱 줄일 수 있도록 허용된다. 예를 들어, 능동 케이블은 모든 고속 와이어 쌍을 동일한 방향(디스플레이포트 연결에 사용되는 방식)으로 사용할 수 없지만, 고전적인 USB 연결에서 예상되는 대칭 조합으로만 사용할 수 있다. 수동 케이블에는 이러한 제한이 없다.

#### 전력 공급
모든 USB‑C 케이블은 USB PD 사양에 따라 최소 3 A의 전류와 최대 20 V의 전압으로 최대 60 W의 전력을 지원해야 한다. 케이블은 20 V 제한을 유지하면서 최대 5 A를 지원하여 최대 100 W의 전력을 허용할 수도 있었지만, 5 A 케이블에 대한 20 V 제한은 48 V로 변경되어 폐기되었다. 더 높은 전압 지원과 5 A 전류 지원의 조합은 확장 전력 범위(EPR)라고 불리며 USB PD 사양에 따라 최대 240 W(48 V, 5 A)의 전력을 허용한다.

#### E-마커
USB 2.0의 최소 조합과 3A만을 제외한 모든 Type-C 케이블에는 USB PD 프로토콜을 통해 케이블과 그 기능을 식별하는 E-마커 칩이 포함되어야 한다. 이 식별 데이터에는 제품/공급업체, 케이블 커넥터, USB 신호 프로토콜(2.0, Gen 속도 등급, Gen 2), 수동/능동 구성, VCONN 전원 사용, 사용 가능한 VBUS 전류, 지연 시간, RX/TX 방향성, SOP 컨트롤러 모드, 하드웨어/펌웨어 버전 등에 대한 정보가 포함된다. 또한 Alt 모드 또는 USB 표준 외의 공급업체별 기능을 자세히 설명하는 추가 공급업체 정의 메시지(VDM)를 포함할 수 있다.

#### 케이블 종류
| 케이블 종류                         | 케이블 종류           | 속도          | 마케팅 이름                    | 예상 최대 케이블 길이 | USB 2         | USB 3                    | USB4                         | 선더볼트 3 | 디스플레이포트       | 전력 전송                       |
|                                     | 비고                  | 속도          | 마케팅 이름                    | 예상 최대 케이블 길이 | USB 2         | USB 3                    | USB4                         | 선더볼트 3 | 디스플레이포트       | 전력 전송                       |
| ----------------------------------- | --------------------- | ------------- | ------------------------------ | --------------------- | ------------- | ------------------------ | ---------------------------- | ---------- | -------------------- | ------------------------------- |
| USB 2                               | 빈칸                  | 빈칸          | 고속 USB                       | ≤ 4m                  | 예            | 아니요                   | No                           | 아니요     | 아니요               | USB PD: 60W 또는 100W 또는 240W |
| 전체 기능 수동                      | 빈칸                  | Gen 1         | USB 5Gbps                      | ≤ 2m                  | 예            | 5 Gbit/s (또는 Gen 1x2)  | 20 Gbit/s                    | 아니요     | 예                   | USB PD: 60W 또는 100W 또는 240W |
| 전체 기능 수동                      | 빈칸                  | Gen 2         | USB 20Gbps (USB 10Gbps 폐기됨) | ≤ 1m                  | 예            | 예                       | 20 Gbit/s                    | 20 Gbit/s  | 예                   | USB PD: 60W 또는 100W 또는 240W |
| 전체 기능 수동                      | (수동 TB4 & TB5 포함) | Gen 3 & Gen 4 | USB 40Gbps USB 80Gbps          | ≤ 0.8m                | 예            | 예                       | 80 Gbit/s (또는 비대칭)      | 예         | 예                   | USB PD: 60W 또는 100W 또는 240W |
| 전체 기능 능동 (광 하이브리드 포함) | 빈칸                  | Gen 2         | USB 20Gbps (USB 10Gbps 폐기됨) | < 5m                  | 예            | 예                       | 20 Gbit/s                    | 예         | 선택 사항            | USB PD: 60W 또는 100W 또는 240W |
| 전체 기능 능동 (광 하이브리드 포함) | (능동 TB4 포함)       | Gen 3         | USB 40Gbps                     | < 5m                  | 예            | 예                       | 40 Gbit/s                    | 예         | 선택 사항 TB 최대 2m | USB PD: 60W 또는 100W 또는 240W |
| 전체 기능 능동 (광 하이브리드 포함) | (능동 TB5 포함)       | Gen 4         | USB 80Gbps                     | < 5m                  | 예            | 예                       | 80 Gbit/s (또는 비대칭)      | 예         | 선택 사항 TB 최대 2m | USB PD: 60W 또는 100W 또는 240W |
| 전체 기능 능동 (광 하이브리드 포함) | USB 3 능동            | Gen 2         | ?                              | < 5m                  | 예            | 예                       | No                           | 아니요     | 선택 사항            | USB PD: 60W 또는 100W 또는 240W |
| OIAC                                | USB 3                 | Gen 2         | ?                              | ≤ 50m                 | 광학 케이블만 | Gen 2만 (10 / 20 Gbit/s) | No                           | 아니요     | 선택 사항            | 빈칸                            |
| OIAC                                | USB4                  | Gen 3         | ?                              | ≤ 50m                 | 광학 케이블만 | Gen 2만 (10 / 20 Gbit/s) | 40 Gbit/s                    | 선택 사항  | 선택 사항            | 빈칸                            |
| OIAC                                | USB4                  | Gen 4         | ?                              | ≤ 50m                 | 광학 케이블만 | Gen 2만 (10 / 20 Gbit/s) | 80 Gbit/s (비대칭 선택 사항) | 선택 사항  | 선택 사항            | 빈칸                            |

1. ↑   최대 케이블 길이는 규범적인 것이 아니라, 기존 구리 케이블의 예상 물리적 한계를 기반으로 한 USB 사양의 단순한 추정치이다.
2. ↑   USB4 Gen 2는 USB 3 Gen 2보다 신호 요구 사항이 덜 엄격하다. 사양을 준수하는 USB 3 Gen 1 케이블은 USB4 Gen 2 / 20 Gbit/s 연결을 지원해야 한다.
3. 1 2   Type‑C 사양에서 보장하는 특정 최대 디스플레이포트 속도는 없다.
4. 1 2   TB4 (선더볼트 4) & TB5 (선더볼트 5) 케이블은 2m 길이까지 (능동 및 수동) DP (디스플레이포트) 지원을 포함하는 "범용 케이블"이다. DP 보장은 TB4의 경우 DP 1.4 (HBR3) 또는 TB5의 경우 DP 2.1 (UHBR20)이 지원하는 최고 속도만 포함할 수 있다.
5. 1 2   Type‑C 사양에서 보장하는 특정 최대 디스플레이포트 속도는 없다. 다양한 유형의 능동 케이블 구현은 다르게 작동할 수 있다.
6. ↑   "광학적으로 절연된"이라는 의미와 같이, 이 케이블은 전력을 전송할 수 없으며 양쪽 끝 사이에 전기 전도성 연결을 가질 수 없다. 각 케이블 끝의 능동 전자 장치는 로컬 포트에서 전력을 공급받아야 한다. 따라서 이들은 버스 전원 공급 장치와 함께 작동할 수 없다.

### 호스트 및 주변 장치
USB를 통해 연결되는 두 장비 중 하나는 호스트(다운스트림 방향 포트, DFP)이고 다른 하나는 주변 장치(업스트림 방향 포트, UFP)이다. 휴대 전화와 같은 일부 제품은 연결된 장비와 반대되는 어떤 역할이든 수행할 수 있다. 이러한 장비를 이중 역할 데이터(DRD) 기능이라고 하며, 이전 사양에서는 USB On-The-Go로 알려져 있었다. USB‑C에서는 이러한 두 장치가 연결될 때 역할이 먼저 무작위로 할당되지만, 어느 한쪽 끝에서 스왑을 명령할 수 있다. 그러나 장비가 특정 역할에 대한 선호도를 선택할 수 있도록 하는 선택적 경로 및 역할 감지 방법이 있다. 또한 USB Power Delivery를 구현하는 이중 역할 장비는 데이터 역할 스왑 또는 전력 역할 스왑 프로세스를 사용하여 데이터 및 전력 역할을 독립적으로 스왑할 수 있다. 이를 통해 휴대용 컴퓨터가 주변 장치에 연결하기 위한 호스트 역할을 하면서 독을 통해 전력을 공급받거나, 컴퓨터가 단일 USB‑C 케이블을 통해 디스플레이에서 전력을 공급받는 등 충전 스루 허브 또는 도킹 스테이션 응용 프로그램이 가능하다.
USB-C 장치는 기본 버스 전원 공급 외에 선택적으로 1.5 A 및 3.0 A(5 V에서)의 버스 전원 전류를 제공하거나 소비할 수 있다. 전원은 구성 채널을 통해 증가된 USB 전류를 광고하거나 BMC 코드 구성 라인과 레거시 BFSK 코드 VBUS 라인을 모두 사용하여 전체 USB Power Delivery 사양을 구현할 수 있다.
모든 이전 USB 단자 (모든 Type-A 및 Type-B)는 레거시로 지정된다. 레거시 장치와 최신 USB-C 장비를 연결하려면 레거시 케이블 어셈블리(한쪽 끝에 Type-A 또는 Type-B 플러그가 있고 다른 쪽 끝에 Type-C 플러그가 있는 케이블) 또는 매우 특정한 경우에 레거시 어댑터 어셈블리가 필요하다.
구형 장치는 장치 끝에 표준 B, 미니 B 또는 마이크로 B 플러그가 있고 다른 쪽 끝에 USB-C 플러그가 있는 레거시 케이블을 사용하여 최신 (USB-C) 호스트에 연결할 수 있다. 마찬가지로 최신 장치는 장치 끝에 USB-C 플러그가 있고 호스트 끝에 표준 A 플러그가 있는 레거시 케이블을 사용하여 레거시 호스트에 연결할 수 있다. USB-C 리셉터클이 있는 레거시 어댑터는 "많은 유효하지 않고 잠재적으로 안전하지 않은" 케이블 조합(양쪽 끝이 A 또는 B인 모든 케이블 어셈블리)을 생성할 수 있으므로 사양에 의해 "정의되거나 허용되지 않는다". 그러나 Type-C 플러그가 있는 정확히 두 가지 유형의 USB 어댑터가 정의되어 있다: 표준 A 리셉터클이 있는 어댑터(레거시 장치를 최신 호스트에 연결하고 최대 10Gbit/s를 지원)와 마이크로 B 리셉터클이 있는 어댑터(최신 장치를 레거시 호스트 또는 전원 공급 장치에 연결하고 최대 USB 2.0을 지원).

### 비-USB 모드

#### 대체 모드
대체 모드는 USB‑C 케이블의 일부 물리적 전선을 디스플레이포트 또는 선더볼트와 같은 비-USB 데이터 프로토콜을 사용하여 장치-호스트 직접 전송을 위해 할당한다. 4개의 고속 레인, 2개의 사이드밴드 핀, 그리고 (독, 분리형 장치 및 영구 케이블 애플리케이션에만 해당) 5개의 추가 핀이 대체 모드 전송에 사용될 수 있다. 모드는 구성 채널을 통해 공급업체 정의 메시지(VDM)를 사용하여 구성된다.

#### 오디오 어댑터 액세서리 모드 (폐기됨)
2024년 10월 Type‑C 케이블 및 커넥터 사양 버전 2.3에서 폐기되어 새로운 액체 부식 완화 모드를 허용하기 위해, 이 모드는 Type‑C 포트가 있는 장치가 3.5 mm 잭이 있는 오디오 어댑터를 통해 아날로그 헤드셋을 직접 구동할 수 있도록 허용했으며, 3개의 아날로그 오디오 채널(좌우 출력 및 모노 마이크 입력)을 제공했다. 모든 아날로그 변환 및 오디오 증폭을 내부적으로 처리하는 겉보기에 유사한 라이트닝 어댑터와 달리, 이 액세서리 모드를 사용한 어댑터는 전자 장치를 포함하지 않았으며 호스트 장치가 아날로그 오디오를 처리하는 모든 추가 구성 요소 – 디지털-아날로그 변환회로 및 오디오 출력을 위한 증폭기, 그리고 아날로그 마이크 신호를 처리하기 위한 아날로그-디지털 변환회로를 가지고 있어야 했다. 이러한 어댑터는 선택적으로 500 mA 장치 충전을 허용하기 위해 USB‑C 충전 스루 포트를 포함할 수 있었다. 엔지니어링 사양은 아날로그 헤드셋이 3.5 mm 플러그 대신 USB‑C 플러그를 사용해서는 안 된다고 명시하고 있다. 다시 말해, USB‑C 플러그가 있는 헤드셋은 항상 디지털 오디오를 지원해야 한다(그러나 선택적으로 액세서리 모드를 지원할 수도 있다).
아날로그 신호는 USB 2.0 차동 쌍 접점(오른쪽 및 왼쪽의 경우 Dp 및 Dn)과 마이크 및 접지용 사이드밴드 사용 접점 2개를 사용했다. 오디오 액세서리의 존재는 구성 채널 및 VCONN을 통해 신호되었다.

## 사양

### USB Type‑C 케이블 및 커넥터 사양
USB Type‑C 사양 1.0은 USB-IF에 의해 발표되었고 2014년 8월에 확정되었다.
케이블 및 커넥터에 대한 요구 사항을 정의한다.
- Rev 1.1은 2015년 4월 3일에 발행되었다.[23]
- Rev 1.2는 2016년 3월 25일에 발행되었다.[24]
- Rev 1.3은 2017년 7월 14일에 발행되었다.[25]
- Rev 1.4는 2019년 3월 29일에 발행되었다.[25]
- Rev 2.0은 2019년 8월 29일에 발행되었다.[26]
- Rev 2.1은 2021년 5월 25일에 발행되었다 (USB PD 확장 전력 범위: 240 W (48 V × 5 A)).[27]
- Rev 2.2는 2022년 10월 18일에 발행되었으며, 주로 USB Type-C 커넥터 및 케이블을 통한 USB4 버전 2.0(80Gbps) 활성화를 위한 것이다.[20]
- Rev 2.3은 2023년 10월 31일에 발행되었다.[28]
- Rev 2.4는 2024년 10월 21일에 발행되었다.[29]

IEC 사양으로 채택:
- IEC 62680-1-3:2016 (2016년 8월 17일, 에디션 1.0) "데이터 및 전력용 범용 직렬 버스 인터페이스 – 파트 1-3: 범용 직렬 버스 인터페이스 – 공통 구성 요소 – USB Type‑C 케이블 및 커넥터 사양"[30][31]
- IEC 62680-1-3:2017 (2017년 9월 25일, 에디션 2.0) "데이터 및 전력용 범용 직렬 버스 인터페이스 – 파트 1-3: 공통 구성 요소 – USB Type‑C 케이블 및 커넥터 사양"[32]
- IEC 62680-1-3:2018 (2018년 5월 24일, 에디션 3.0) "데이터 및 전력용 범용 직렬 버스 인터페이스 – 파트 1-3: 공통 구성 요소 – USB Type‑C 케이블 및 커넥터 사양"[33]

#### 리셉터클

Type‑C 리셉터클 핀 배치 (끝에서 본 모습)

리셉터클은 4개의 전원 핀과 4개의 접지 핀, 레거시 USB 2.0 고속 데이터용 2개의 차동 쌍 (장치에 함께 연결됨), 향상된 SuperSpeed 데이터용 4개의 차폐 차동 쌍 (송신 및 수신 쌍 각각 2개), 2개의 사이드밴드 사용(SBU) 핀, 그리고 2개의 구성 채널(CC) 핀을 특징으로 한다.
| 핀  | 이름            | 설명                              |
| --- | --------------- | --------------------------------- |
| A1  | GND             | 접지 리턴                         |
| A2  | SSTXp1 ("TX1+") | 슈퍼스피드 차동 쌍 #1, 송신, 양극 |
| A3  | SSTXn1 ("TX1−") | 슈퍼스피드 차동 쌍 #1, 송신, 음극 |
| A4  | VBUS            | 버스 전력                         |
| A5  | CC1             | 구성 채널                         |
| A6  | D+              | USB 2.0 차동 쌍, 위치 1, 양극     |
| A7  | D−              | USB 2.0 차동 쌍, 위치 1, 음극     |
| A8  | SBU1            | 사이드밴드 사용 (SBU)             |
| A9  | VBUS            | 버스 전력                         |
| A10 | SSRXn2 ("RX2−") | 슈퍼스피드 차동 쌍 #4, 수신, 음극 |
| A11 | SSRXp2 ("RX2+") | 슈퍼스피드 차동 쌍 #4, 수신, 양극 |
| A12 | GND             | 접지 리턴                         |

| 핀  | 이름            | 설명                              |
| --- | --------------- | --------------------------------- |
| B12 | GND             | 접지 리턴                         |
| B11 | SSRXp1 ("RX1+") | 슈퍼스피드 차동 쌍 #2, 수신, 양극 |
| B10 | SSRXn1 ("RX1−") | 슈퍼스피드 차동 쌍 #2, 수신, 음극 |
| B9  | VBUS            | 버스 전력                         |
| B8  | SBU2            | 사이드밴드 사용 (SBU)             |
| B7  | D−              | USB 2.0 차동 쌍, 위치 2, 음극     |
| B6  | D+              | USB 2.0 차동 쌍, 위치 2, 양극     |
| B5  | CC2             | 구성 채널                         |
| B4  | VBUS            | 버스 전력                         |
| B3  | SSTXn2 ("TX2−") | 슈퍼스피드 차동 쌍 #3, 송신, 음극 |
| B2  | SSTXp2 ("TX2+") | 슈퍼스피드 차동 쌍 #3, 송신, 양극 |
| B1  | GND             | 접지 리턴                         |

1. 1 2  케이블에는 하나의 비-SuperSpeed 차동 쌍만 있다. 이 핀이 플러그/케이블에 연결되지 않으면 커넥터를 뒤집어도 작동하지 않는다. 이 핀이 플러그의 해당 A 측 핀과 공통으로 연결되어 있으면 커넥터를 뒤집어도 작동한다.

#### 플러그

Type‑C 플러그 핀 배치 (끝에서 본 모습)

플러그는 하나의 USB 2.0 고속 차동 쌍만 가지고 있으며, CC 핀 중 하나(CC2)는 케이블 내 선택적 전자 장치에 전력을 공급하는 VCONN으로 대체되고, 다른 하나는 실제로 구성 채널(CC) 신호를 전달하는 데 사용된다. 이 신호는 케이블의 방향을 결정하는 데 사용되며, USB Power Delivery 통신을 전달하는 데도 사용된다.

#### 케이블
플러그는 24핀이지만 케이블은 18개 전선만 가지고 있다. 다음 표에서 "No." 열은 전선 번호를 나타낸다.
| 플러그 1, USB Type‑C | 플러그 1, USB Type‑C | USB Type‑C 케이블 | USB Type‑C 케이블 | USB Type‑C 케이블 | USB Type‑C 케이블              | USB Type‑C 케이블 | 플러그 2, USB Type‑C | 플러그 2, USB Type‑C |
| 핀                   | 이름                 | 전선 색상         | No.               | 이름              | 설명                           | 2.0               | 핀                   | 이름                 |
| -------------------- | -------------------- | ----------------- | ----------------- | ----------------- | ------------------------------ | ----------------- | -------------------- | -------------------- |
| Shell                | Shield               | 브레이드          | Braid             | Shield            | 케이블 외부 브레이드           | Yes               | Shell                | Shield               |
| A1, B12, B1, A12     | GND                  | 주석 도금         | 1                 | GND_PWRrt1        | 전원 리턴용 접지               | Yes               | A1, B12, B1, A12     | GND                  |
| A1, B12, B1, A12     | GND                  | 주석 도금         | 16                | GND_PWRrt2        | 전원 리턴용 접지               | No                | A1, B12, B1, A12     | GND                  |
| A4, B9, B4, A9       | VBUS                 | 빨강              | 2                 | PWR_VBUS1         | VBUS 전력                      | Yes               | A4, B9, B4, A9       | VBUS                 |
| A4, B9, B4, A9       | VBUS                 | 빨강              | 17                | PWR_VBUS2         | VBUS 전력                      | No                | A4, B9, B4, A9       | VBUS                 |
| B5                   | VCONN                | 노랑              | 18                | PWR_VCONN         | VCONN 전력, 전원 공급 케이블용 | Yes               | B5                   | VCONN                |
| A5                   | CC                   | 파랑              | 3                 | CC                | 구성 채널                      | Yes               | A5                   | CC                   |
| A6                   | D+                   | 초록              | 4                 | UTP_Dp            | 비차폐 트위스트 페어, 양극     | Yes               | A6                   | D+                   |
| A7                   | D−                   | 하양              | 5                 | UTP_Dn            | 비차폐 트위스트 페어, 음극     | Yes               | A7                   | D−                   |
| A8                   | SBU1                 | 빨강              | 14                | SBU_A             | 사이드밴드 사용 A              | No                | B8                   | SBU2                 |
| B8                   | SBU2                 | 검정              | 15                | SBU_B             | 사이드밴드 사용 B              | No                | A8                   | SBU1                 |
| A2                   | SSTXp1               | 노랑              | 6                 | SDPp1             | 차폐 차동 쌍 #1, 양극          | No                | B11                  | SSRXp1               |
| A3                   | SSTXn1               | 갈색              | 7                 | SDPn1             | 차폐 차동 쌍 #1, 음극          | No                | B10                  | SSRXn1               |
| B11                  | SSRXp1               | 초록              | 8                 | SDPp2             | 차폐 차동 쌍 #2, 양극          | No                | A2                   | SSTXp1               |
| B10                  | SSRXn1               | 주황              | 9                 | SDPn2             | 차폐 차동 쌍 #2, 음극          | No                | A3                   | SSTXn1               |
| B2                   | SSTXp2               | 하양              | 10                | SDPp3             | 차폐 차동 쌍 #3, 양극          | No                | A11                  | SSRXp2               |
| B3                   | SSTXn2               | 검정              | 11                | SDPn3             | 차폐 차동 쌍 #3, 음극          | No                | A10                  | SSRXn2               |
| A11                  | SSRXp2               | 빨강              | 12                | SDPp4             | 차폐 차동 쌍 #4, 양극          | No                | B2                   | SSTXp2               |
| A10                  | SSRXn2               | 파랑              | 13                | SDPn4             | 차폐 차동 쌍 #4, 음극          | No                | B3                   | SSTXn2               |

1. ↑  USB 2.0 Type‑C 케이블에는 SuperSpeed 또는 사이드밴드 사용을 위한 전선이 포함되어 있지 않다.
2. ↑  VCONN은 케이블을 통해 종단 간을 통과해서는 안 된다. 어떤 종류의 절연 방법이 사용되어야 한다.
3. 1 2  케이블에는 비-SuperSpeed 데이터용 차동 쌍이 하나뿐이며, A6 및 A7에 연결된다. B6 및 B7 접점은 플러그에 존재해서는 안 된다.
4. 1 2 3 4 5 6 7 8  차동 쌍의 전선 색상은 의무화되지 않는다.

### 관련 USB-IF 사양
USB Type‑C 잠금 커넥터 사양USB Type‑C 잠금 커넥터 사양은 2016년 3월 9일에 발표되었다. 이 사양은 USB‑C 플러그 커넥터의 기계적 요구 사항과 USB‑C 리셉터클 장착 구성에 대한 지침을 정의하여 USB‑C 커넥터 및 케이블에 대한 표준화된 나사 잠금 메커니즘을 제공한다.
USB Type‑C 포트 컨트롤러 인터페이스 사양USB Type‑C 포트 컨트롤러 인터페이스 사양은 2017년 10월 1일에 발표되었다. 이 사양은 USB‑C 포트 관리자에서 간단한 USB‑C 포트 컨트롤러로의 공통 인터페이스를 정의한다.
USB Type‑C 인증 사양IEC 사양으로 채택: IEC 62680-1-4:2018 (2018년 4월 10일) "데이터 및 전원용 범용 직렬 버스 인터페이스 – 파트 1-4: 공통 구성 요소 – USB Type-C 인증 사양"
USB 2.0 빌보드 장치 클래스 사양USB 2.0 빌보드 장치 클래스는 지원되는 대체 모드의 세부 정보를 컴퓨터 호스트 OS에 전달하도록 정의된다. 제품 설명 및 사용자 지원 정보와 함께 사용자에게 읽기 쉬운 문자열을 제공한다. 빌보드 메시지는 사용자가 만든 호환되지 않는 연결을 식별하는 데 사용될 수 있다. 선택적으로 여러 대체 모드를 협상하는 것처럼 보이며, 호스트(소스)와 장치(싱크) 간의 협상이 실패할 경우 나타나야 한다.
USB 오디오 장치 클래스 3.0 사양USB 오디오 장치 클래스 3.0은 USB‑C 플러그가 있는 전원 공급 디지털 오디오 헤드셋을 정의한다. 이 표준은 USB 포트를 통해 디지털 및 아날로그 오디오 신호 모두의 전송을 지원한다.
USB Power Delivery 사양 USB‑C 호환 장치가 USB Power Delivery를 구현할 필요는 없지만, USB‑C DRP/DRD (Dual-Role-Power/Data) 포트의 경우, USB Power Delivery는 연결이 이루어진 후 포트의 전력 또는 데이터 역할을 변경하는 명령을 도입한다.
USB 3.2 사양2017년 9월에 출시된 USB 3.2는 USB 3.1 사양을 대체한다. 기존 USB 3.1 슈퍼스피드 및 슈퍼스피드+ 데이터 모드를 유지하고, USB-C 커넥터를 통해 2레인 작동을 사용하여 신호 속도를 10Gbps 및 20Gbps (원시 데이터 전송률 1GB/s 및 ~2.4GB/s)로 두 배로 늘리는 두 가지 새로운 슈퍼스피드+ 전송 모드를 도입한다. USB 3.2는 USB-C에서만 지원되므로 이전에 사용되던 USB 커넥터는 쓸모없게 된다.
USB4 사양2019년에 출시된 USB4 사양은 Type‑C 단자를 통해서만 적용 가능한 최초의 USB 데이터 전송 사양이다.

### 대체 모드 파트너 사양
2018년 기준 다섯 가지 시스템 정의 대체 모드 파트너 사양이 존재한다. 또한 공급업체는 도크 솔루션에 사용하기 위한 독점 모드를 지원할 수 있다. 대체 모드는 선택 사항이다. Type‑C 기능 및 장치는 특정 대체 모드를 지원할 필요가 없으며, USB를 지원할 필요도 없다(선더볼트와 같이 대체 모드를 사용하는 일부 표준은 모든 호환 포트가 USB 통신도 지원해야 함을 요구하지만). USB Implementers Forum은 포트에 해당 로고가 올바르게 표시되도록 대체 모드 파트너와 협력하고 있다.
| 로고 | 이름                               | 날짜             | 프로토콜 | 상태              |
| ---- | ---------------------------------- | ---------------- | --- | ----------------- |
|      | 선더볼트 대체 모드                 | 2015년 6월 발표  | USB‑C는 선더볼트 3 이후의 기본 (및 유일한) 커넥터 선더볼트 3 (4× PCI 익스프레스 3.0, 디스플레이포트 1.2, 디스플레이포트 1.4, USB 3.1 Gen 2도 전달), 선더볼트 4 (PCI 익스프레스 3.0, 디스플레이포트 2.0, USB4도 전달), 선더볼트 5 (4× PCI 익스프레스 4.0, 디스플레이포트 2.1, USB4도 전달) | 현재              |
|      | 디스플레이포트 대체 모드           | 2014년 9월 발표  | 디스플레이포트 1.2, 디스플레이포트 1.4, 디스플레이포트 2.0 | 현재              |
|      | 모바일 고선명 링크 (MHL) 대체 모드 | 2014년 11월 발표 | MHL 1.0, 2.0, 3.0 및 superMHL 1.0 | 현재              |
|      | HDMI 대체 모드                     | 2016년 9월 발표  | HDMI 1.4b | 업데이트되지 않음 |
|      | VirtualLink 대체 모드              | 2018년 7월 발표  | VirtualLink 1.0 | 폐기됨            |

이더넷과 같은 다른 프로토콜도 제안되었지만, 선더볼트 3 이상도 10 기가비트 이더넷 네트워킹이 가능하다.
모든 선더볼트 3 컨트롤러는 선더볼트 대체 모드와 디스플레이포트 대체 모드를 모두 지원한다. 선더볼트가 디스플레이포트 데이터를 캡슐화할 수 있으므로, 모든 선더볼트 컨트롤러는 디스플레이포트 대체 모드를 통해 직접 디스플레이포트 신호를 출력하거나, 선더볼트 대체 모드 내에서 선더볼트에 캡슐화된 신호를 출력할 수 있다. 저가형 주변 기기는 주로 디스플레이포트 대체 모드를 통해 연결되는 반면, 일부 도킹 스테이션은 선더볼트를 통해 디스플레이포트를 터널링한다.
디스플레이포트 대체 모드 2.0: 디스플레이포트 2.0은 USB4와 함께 USB‑C를 통해 직접 실행될 수 있다. 디스플레이포트 2.0은 HDR10 색상으로 60Hz에서 8K 해상도를 지원할 수 있으며, USB 데이터에 사용 가능한 양의 두 배인 최대 80Gbps를 사용할 수 있다.
USB 슈퍼스피드 프로토콜은 디스플레이포트 및 PCIe/선더볼트와 유사하게, 유사한 비트 전송률을 사용하여 내장 클록과 함께 차동 LVDS 레인을 통해 패킷화된 데이터를 전송하므로 이러한 대체 모드를 칩셋에 구현하기가 더 쉽다.
대체 모드 호스트 및 주변 장치는 일반 전체 기능 Type‑C 케이블 또는 변환 케이블이나 어댑터로 연결할 수 있다.
USB 3.1 Type‑C to Type‑C 전체 기능 케이블디스플레이포트, 모바일 고선명 링크 (MHL), HDMI 및 선더볼트 (케이블 길이 0.5m까지 20Gbit/s 또는 40Gbit/s) 대체 모드 Type‑C 포트는 표준 수동 전체 기능 USB Type‑C 케이블로 상호 연결할 수 있다. 이 케이블은 양쪽 끝에 표준 "삼지창" 슈퍼스피드 USB 로고 (Gen 1 모드만 해당) 또는 슈퍼스피드+ USB 10Gbit/s 로고로만 표시된다. 케이블 길이는 Gen 1의 경우 2.0m 이하, Gen 2의 경우 1.0m 이하이어야 한다.
선더볼트 Type‑C to Type‑C 능동 케이블0.8m보다 긴 케이블을 사용하는 선더볼트 3 (40Gbit/s) 대체 모드는 고전력 5A 케이블과 유사하게 고속 선더볼트 3 전송용으로 인증 및 전자적으로 마킹된 능동 Type‑C 케이블을 필요로 한다. 이 케이블은 양쪽 끝에 선더볼트 로고가 표시되어 있다. 이들은 USB 3 하위 호환성을 지원하지 않고 USB 2 또는 선더볼트만 지원한다. 케이블은 선더볼트와 5A 전력 공급을 동시에 표시할 수 있다.
능동 케이블 및 어댑터는 더 긴 케이블 길이를 허용하거나 프로토콜 변환을 수행하기 위한 전원 공급 전자 장치를 포함한다. 비디오 대체 모드용 어댑터는 기본 비디오 스트림을 다른 비디오 인터페이스 표준(예: 디스플레이포트, HDMI, VGA 또는 DVI)으로 변환할 수 있다.
대체 모드 연결에 전체 기능 Type‑C 케이블을 사용하면 몇 가지 이점이 있다. 대체 모드는 USB 2.0 레인과 구성 채널 레인을 사용하지 않으므로 USB 2.0 및 USB Power Delivery 프로토콜은 항상 사용할 수 있다. 또한 디스플레이포트 및 MHL 대체 모드는 하나, 둘 또는 넷의 SuperSpeed 레인으로 전송할 수 있으므로 나머지 두 레인은 USB 3.1 데이터를 동시에 전송하는 데 사용할 수 있다.
| 모드           | USB 3.1 Type‑C 케이블 | USB 3.1 Type‑C 케이블 | USB 3.1 Type‑C 케이블 | USB 3.1 Type‑C 케이블 | USB 3.1 Type‑C 케이블 | USB 3.1 Type‑C 케이블 | USB 3.1 Type‑C 케이블 | 어댑터 케이블 또는 어댑터 | 어댑터 케이블 또는 어댑터 | 어댑터 케이블 또는 어댑터 | 어댑터 케이블 또는 어댑터 | 어댑터 케이블 또는 어댑터 | 구성 |
| 모드           | USB                   | 디스플레이포트        | 디스플레이포트        | 선더볼트              | 선더볼트              | superMHL              | HDMI                  | HDMI                      | HDMI                      | DVI-D                     | DVI-D                     | 콤포넌트 비디오           | 구성 |
| -------------- | --------------------- | --------------------- | --------------------- | --------------------- | --------------------- | --------------------- | --------------------- | ------------------------- | ------------------------- | ------------------------- | ------------------------- | ------------------------- | ---- |
| 모드           | 3.1                   | 1.2                   | 1.4                   | 20 Gbit/s             | 40 Gbit/s             | superMHL              | 1.4b                  | 1.4b                      | 2.0b                      | 단일 링크                 | 이중 링크                 | (YPbPr, VGA/DVI-A)        | 구성 |
| 디스플레이포트 | 예                    | 예                    | 예                    | 출연 없음             | 출연 없음             | 출연 없음             | 출연 없음             | 아니요                    | 아니요                    | 아니요                    | 아니요                    | 아니요                    | 수동 |
| 디스플레이포트 | 출연 없음             | 선택 사항             | 선택 사항             | 출연 없음             | 출연 없음             | 출연 없음             | 출연 없음             | 예                        | 예                        | 예                        | 예                        | 예                        | 능동 |
| 선더볼트       | 예                    | 예                    | 예                    | 예                    | 예                    | 출연 없음             | 출연 없음             | 아니요                    | 아니요                    | 아니요                    | 아니요                    | 아니요                    | 수동 |
| 선더볼트       | 출연 없음             | 선택 사항             | 선택 사항             | 선택 사항             | 예                    | 출연 없음             | 출연 없음             | 예                        | 예                        | 예                        | 예                        | 예                        | 능동 |
| MHL            | 예                    | 출연 없음             | 출연 없음             | 출연 없음             | 출연 없음             | 예                    | 출연 없음             | 예                        | 아니요                    | 예                        | 아니요                    | 아니요                    | 수동 |
| MHL            | 출연 없음             | 출연 없음             | 출연 없음             | 출연 없음             | 출연 없음             | 선택 사항             | 출연 없음             | 출연 없음                 | 예                        | 출연 없음                 | 출연 없음                 | 예                        | 능동 |
| HDMI           | 출연 없음             | 출연 없음             | 출연 없음             | 출연 없음             | 출연 없음             | 출연 없음             | 예                    | 예                        | 아니요                    | 예                        | 아니요                    | 아니요                    | 수동 |
| HDMI           | 출연 없음             | 출연 없음             | 출연 없음             | 출연 없음             | 출연 없음             | 출연 없음             | 선택 사항             | 출연 없음                 | 출연 없음                 | 출연 없음                 | 출연 없음                 | 예                        | 능동 |

1. ↑  USB 2.0 및 USB Power Delivery는 Type‑C 케이블에서 항상 사용 가능하다
2. ↑  비디오 신호 대역폭이 2개 이하의 레인을 요구할 때 USB 3.1을 동시에 전송할 수 있다.
3. 1 2  선더볼트 3 디스플레이포트 모드에서만 사용 가능
4. ↑  선더볼트 3 40 Gbit/s 수동 케이블은 현재 케이블 기술의 한계로 인해 0.8 m 미만에서만 가능하다.

## 다양한 모드에서 USB‑C 리셉터클 핀 사용
아래 다이어그램은 다양한 사용 사례에서 USB‑C 리셉터클의 핀을 나타낸다.

### USB 2.0/1.1
단순한 USB 2.0/1.1 장치는 한 쌍의 D+/D− 핀을 사용하여 결합한다. 따라서 소스(호스트)는 연결 관리 회로가 필요하지 않지만, 동일한 물리적 커넥터가 없으므로 USB‑C는 하위 호환되지 않는다. VBUS 및 GND는 500 mA 전류까지 5 V를 제공한다.
그러나 USB 2.0/1.1 장치를 USB‑C 호스트에 연결하려면 CC 핀에 풀다운 저항 Rd를 사용해야 한다. 왜냐하면 소스(호스트)는 CC 핀을 통해 연결이 감지될 때까지 VBUS를 공급하지 않기 때문이다.
이는 USB-A-USB-C 케이블 중 많은 수가 A-C 방향으로만 작동한다는 것을 의미한다 (예: 충전을 위해 USB-C 장치에 연결). 이는 C-A 방향으로 (USB-C 호스트에서) 작동하는 데 필요한 종단 저항을 포함하지 않기 때문이다. USB-C-USB-A 리셉터클 어댑터 또는 케이블은 일반적으로 필요한 종단 저항을 포함하기 때문에 작동한다.
| GND | TX1+ | TX1− | VBUS | CC1  | D+ | D− | SBU1 | VBUS | RX2− | RX2+ | GND |
| GND | RX1+ | RX1− | VBUS | SBU2 | D− | D+ | CC2  | VBUS | TX2− | TX2+ | GND |

### USB Power Delivery
USB Power Delivery 사양은 소스 장치와 싱크 장치 간의 전력 협상을 위해 CC1 또는 CC2 핀 중 하나를 사용하며, 최대 20 V, 5 A까지 지원한다. 이는 어떤 데이터 전송 모드에도 투명하며, CC 핀이 손상되지 않는 한 어떤 모드와도 함께 사용할 수 있다.
이 사양의 확장은 노트북, 모니터, 하드 디스크 및 기타 주변 장치에 최대 240W의 전력을 지원하기 위해 28V, 36V 및 48V를 추가했다.
| GND | TX1+ | TX1− | VBUS | CC1  | D+ | D− | SBU1 | VBUS | RX2− | RX2+ | GND |
| GND | RX1+ | RX1− | VBUS | SBU2 | D− | D+ | CC2  | VBUS | TX2− | TX2+ | GND |

### USB 3.0/3.1/3.2
USB 3.0/3.1/3.2 모드에서는 2개 또는 4개의 고속 링크가 TX/RX 쌍으로 사용되어 각각 5, 10, 또는 20Gbit/s(USB 3.2 x2 2레인 작업에서만)의 신호 속도를 제공한다. CC 핀 중 하나는 모드를 협상하는 데 사용된다.
VBUS 및 GND는 USB 3.1 사양에 따라 최대 900 mA에서 5 V를 제공한다. 5 V에서 1.5 A 또는 3 A의 공칭 전류를 제공하는 특정 USB‑C 모드에 진입할 수도 있다. 세 번째 대안은 USB Power Delivery (USB‑PD) 계약을 맺는 것이다.
단일 레인 모드에서는 CC 핀에 가장 가까운 차동 쌍만 데이터 전송에 사용된다. 듀얼 레인 데이터 전송의 경우 4개의 차동 쌍이 모두 사용된다.
USB 2.0/1.1용 D+/D- 링크는 USB 3.x 연결이 활성화될 때 일반적으로 사용되지 않지만, 허브와 같은 장치는 두 가지 유형의 장치가 연결될 수 있도록 2.0 및 3.x 업링크를 동시에 연다. 다른 장치는 3.x 연결이 실패할 경우 2.0으로 폴백할 수 있는 기능을 가질 수 있다. 이를 위해서는 SS 및 HS 레인이 올바르게 정렬되어야 오버커런트 상태를 나타내는 운영 체제 메시지가 올바른 공유 USB 플러그를 보고할 수 있다.
| GND | TX1+ | TX1− | VBUS | CC1  | D+ | D− | SBU1 | VBUS | RX2− | RX2+ | GND |
| GND | RX1+ | RX1− | VBUS | SBU2 | D− | D+ | CC2  | VBUS | TX2− | TX2+ | GND |

### 대체 모드
대체 모드에서는 최대 4개의 고속 링크 중 하나가 필요한 방향으로 사용된다. SBU1, SBU2는 추가적인 저속 링크를 제공한다. 두 개의 고속 링크가 사용되지 않으면 USB 3.0/3.1 링크를 대체 모드와 동시에 설정할 수 있다. CC 핀 중 하나가 모든 협상을 수행하는 데 사용된다. 추가적인 저대역 양방향 채널(SBU 외)도 해당 CC 핀을 공유할 수 있다. USB 2.0도 D+/D− 핀을 통해 사용 가능하다.
전력과 관련하여, 장치들은 대체 모드가 시작되기 전에 전력 공급 계약을 협상해야 한다.
| GND | TX1+ | TX1− | VBUS | CC1  | D+ | D− | SBU1 | VBUS | RX2− | RX2+ | GND |
| GND | RX1+ | RX1− | VBUS | SBU2 | D− | D+ | CC2  | VBUS | TX2− | TX2+ | GND |

### 디버그 액세서리 모드
외부 장치 테스트 시스템(DTS)은 테스트 플러그에서 Rd 저항 값으로 두 CC1과 CC2가 모두 풀다운되거나 Rp 저항 값으로 풀업될 때(Type‑C 사양에 정의된 Rp 및 Rd) 디버그 액세서리 모드에 진입하도록 타겟 시스템(TS)에 신호를 보낸다.
디버그 액세서리 모드에 진입한 후, CC1을 Rd 저항으로 풀업하고 CC2를 Ra 저항을 통해 접지로 풀다운(테스트 시스템 Type‑C 플러그에서)하여 선택적 방향 감지를 수행한다. 선택 사항이지만, USB Power Delivery 통신이 계속 기능하려면 방향 감지가 필수적이다.
이 모드에서는 모든 디지털 회로가 커넥터에서 분리되며, 굵은 글씨로 표시된 14개 핀은 디버그 관련 신호(예: JTAG 인터페이스)를 노출하는 데 사용할 수 있다. USB IF는 인증을 위해 보안 및 개인 정보 보호 고려 사항과 예방 조치를 취했으며 사용자가 실제로 디버그 테스트 모드를 요청했는지 확인하도록 요구한다.
| GND | TX1+ | TX1− | VBUS | CC1  | D+ | D− | SBU1 | VBUS | RX2− | RX2+ | GND |
| GND | RX1+ | RX1− | VBUS | SBU2 | D− | D+ | CC2  | VBUS | TX2− | TX2+ | GND |

가역 Type‑C 케이블이 필요하지만 Power Delivery 지원이 필요 없는 경우, 테스트 플러그는 아래와 같이 배열되어야 하며, 테스트 플러그에서 CC1과 CC2 모두 Rd 저항 값으로 풀다운되거나 Rp 저항 값으로 풀업되어야 한다.
| GND | TS1 | TS2 | VBUS | CC1 | TS6 | TS7 | TS5 | VBUS | TS4 | TS3 | GND |
| GND | TS3 | TS4 | VBUS | TS5 | TS7 | TS6 | CC2 | VBUS | TS2 | TS1 | GND |

이러한 테스트 신호의 미러링은 디버그 사용을 위해 14개가 아닌 7개의 테스트 신호만 제공하지만, 방향 감지를 위한 추가 부품 수를 최소화하는 이점이 있다.

### 오디오 어댑터 액세서리 모드
이 모드에서는 모든 디지털 회로가 커넥터에서 분리되며, 특정 핀은 아날로그 출력 또는 입력을 위해 재할당된다. 이 모드는 지원되는 경우, 두 CC 핀이 GND에 단락될 때 진입된다. D−와 D+는 각각 오디오 출력 왼쪽 L과 오른쪽 R이 된다. SBU 핀은 마이크 핀 MIC와 아날로그 접지 AGND가 되며, AGND는 출력과 마이크 모두의 리턴 경로 역할을 한다. 그럼에도 불구하고 MIC 및 AGND 핀은 두 가지 이유로 자동 스왑 기능을 가져야 한다. 첫째, USB‑C 플러그는 어느 방향으로든 삽입될 수 있기 때문이다. 둘째, 어떤 TRRS 링이 GND와 MIC가 되어야 하는지에 대한 합의가 없으므로, 마이크 입력이 있는 헤드폰 잭을 장착한 장치는 어쨌든 이 스왑을 수행할 수 있어야 한다.
이 모드는 또한 (VBUS 및 GND를 통해) 아날로그 오디오 인터페이스를 노출하는 장치의 동시 충전을 허용하지만, CC 핀이 협상에 사용할 수 없으므로 5 V, 500 mA까지만 가능하다.
| GND | TX1+ | TX1− | VBUS | CC1  | R | L | MIC | VBUS | RX2− | RX2+ | GND |
| GND | RX1+ | RX1− | VBUS | AGND | L | R | CC2 | VBUS | TX2− | TX2+ | GND |

플러그 삽입 감지는 TRRS 플러그의 물리적 플러그 감지 스위치에 의해 수행된다. 플러그 삽입 시 이는 플러그 내의 CC 및 VCONN(리셉터클 내의 CC1 및 CC2)을 모두 접지로 당긴다. 이 저항은 USB Type‑C 사양에 명시된 최소 "Ra" 저항인 800옴 미만이어야 한다. 이것은 본질적으로 USB 디지털 접지로의 직접 연결이다.
| TRRS 소켓 | 아날로그 오디오 신호    | USB Type‑C 플러그 |
| --------- | ----------------------- | ----------------- |
| Tip       | L                       | D−                |
| Ring 1    | R                       | D+                |
| Ring 2    | 마이크/접지             | SBU1 또는 SBU2    |
| Sleeve    | 마이크/접지             | SBU2 또는 SBU1    |
| DETECT1   | 플러그 존재 감지 스위치 | CC, VCONN         |
| DETECT2   | 플러그 존재 감지 스위치 | GND               |

## 소프트웨어 지원
- 안드로이드 버전 6.0 "마시멜로" 이후부터 USB 3.1 및 USB‑C와 호환된다.[72]
- 크롬OS, 2015년 크롬북 픽셀부터 USB 3.1, USB‑C, 대체 모드, Power Delivery 및 USB 듀얼 역할 지원.[73]
- FreeBSD는 8.2 버전에서 USB 3.0을 지원하는 Extensible Host Controller Interface를 출시했다.[74]
- IOS는 12.1-12.4.1 버전의 아이패드 프로 (3세대)에서 처음으로 USB‑C를 지원했다. 17.0 버전 이상에서 아이폰 15 이후 모델부터 다시 지원된다.
- IPadOS는 아이패드 프로 (3세대) 이상, 아이패드 프로 (M4), 아이패드 에어 (4세대) 이상, 아이패드 에어 (M2) 이상, 아이패드 미니 (6세대) 이상, 아이패드 미니 (A17 Pro), 아이패드 (10세대), 그리고 아이패드 (A16)에서 USB‑C를 지원한다.
- NetBSD는 7.2 버전에서 USB 3.0을 지원하기 시작했다.[75]
- 리눅스는 커널 버전 2.6.31부터 USB 3.0을, 커널 버전 4.6부터 USB 3.1을 지원한다.
- OpenBSD는 버전 5.7부터 USB 3.0을 지원하기 시작했다.[76]
- MacOS는 OS X 요세미티 10.10.2 이상 버전의 맥북 (2015년 초) 이후, 맥북 에어 (2018년) 이후, 맥북 프로 (2016년) 이후, 맥 미니 (2018년) 이후, 아이맥 (2017년) 이후, 아이맥 프로, 맥 스튜디오, 그리고 맥 프로 (2019년) 이후에서 USB 3.1, USB‑C, 대체 모드, Power Delivery를 지원한다.[77]
- 윈도우 8.1은 업데이트를 통해 USB‑C 및 빌보드 지원을 추가했다.[78]
- 윈도우 10 및 윈도우 10 모바일은 USB 3.1, USB‑C, 대체 모드, 빌보드 장치 클래스, Power Delivery 및 USB 듀얼 역할을 지원한다.[79][80]

## 인증
USB Type‑C 인증은 USB‑C 프로토콜에 보안을 추가할 수 있는 확장 기능이다.

## 하드웨어 지원

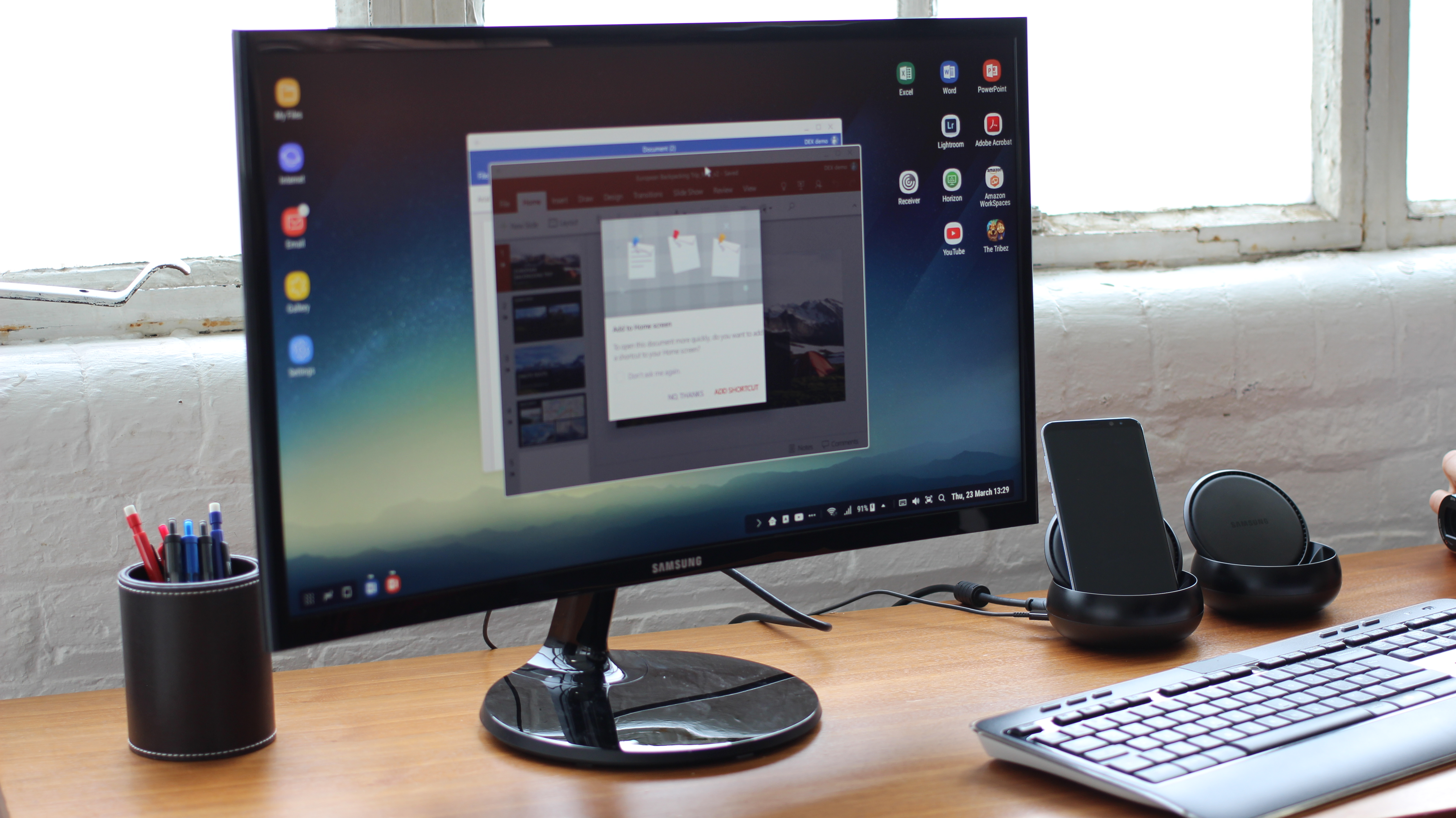
삼성 갤럭시 S8이 DeX 도킹 스테이션에 연결되어 모니터에 파워포인트와 워드 안드로이드 애플리케이션이 표시된다.

### USB‑C 장치
2014년 이후 출시되는 메인보드, 노트북, 태블릿 컴퓨터, 스마트폰, 하드 디스크 드라이브, USB 허브 및 기타 장치에 USB‑C 리셉터클이 점점 더 많이 포함되고 있다. 그러나 USB‑C의 초기 채택은 USB‑C 케이블의 높은 비용과 마이크로 USB 충전기의 광범위한 사용으로 인해 제한되었다.

#### 비디오 출력
현재 디스플레이포트가 가장 널리 구현된 대체 모드이며, 스마트폰이나 노트북과 같이 표준 크기의 디스플레이포트 또는 HDMI 포트가 없는 장치에서 비디오 출력을 제공하는 데 사용된다. USB-C 포트가 있는 모든 크롬북은 제조업체를 위한 구글의 하드웨어 요구 사항에 따라 디스플레이포트 대체 모드를 지원해야 한다. USB-C 멀티포트 어댑터는 장치의 기본 비디오 스트림을 디스플레이포트/HDMI/VGA로 변환하여 TV나 컴퓨터 모니터와 같은 외부 디스플레이에 표시할 수 있도록 한다.
또한 단일 케이블로 장치를 전원, 외부 디스플레이, USB 허브 및 선택적 추가 장치(예: 네트워크 포트)에 연결하도록 설계된 USB-C 독에서도 사용된다. 이러한 기능은 때때로 별도의 독 대신 디스플레이에 직접 구현되기도 한다. 이는 사용자가 USB-C를 통해 장치를 디스플레이에 연결할 때 다른 연결이 필요하지 않음을 의미한다.

### 호환성 문제

#### 케이블의 전원 문제
USB‑C를 지원한다고 주장하는 많은 케이블이 실제로는 표준을 준수하지 않는다. 이러한 케이블은 잠재적으로 장치를 손상시킬 수 있다. 규격 미준수 케이블 사용으로 인해 노트북이 파손되는 사례도 보고되었다.
한쪽 끝에 USB-C 커넥터가 있고 다른 쪽 끝에 레거시 USB-A 플러그 또는 마이크로 B 리셉터클(케이블에 리셉터클은 일반적으로 유효하지 않지만, 호스트 및 주변 장치 및 오디오 어댑터 액세서리 모드 섹션의 알려진 예외 참조)이 있는 일부 규격 미준수 케이블은 구성 채널(CC)을 사양에 명시된 56kΩ 풀업 대신 10kΩ 풀업으로 VBUS에 잘못 종단하여 케이블에 연결된 장치가 케이블에서 인출할 수 있는 전력량을 잘못 결정하게 한다. 이 문제가 있는 케이블은 애플 및 구글 제품을 포함한 특정 제품과 제대로 작동하지 않을 수 있으며, 충전기, 허브 또는 PC USB 포트와 같은 전원 공급 장치를 손상시킬 수도 있다.
결함이 있는 USB-C 케이블 또는 전원 공급 장치는 USB-C 장치가 전원 공급 장치가 실제로 전달할 것과 다른 "선언된" 전압을 잘못 인식하게 할 수 있다. 이는 VBUS 핀에 과전압을 초래할 수 있다.
또한 USB-C 리셉터클의 미세 피치로 인해, 케이블의 VBUS 핀이 USB-C 리셉터클의 CC 핀과 접촉하여 단락-대-VBUS 전기적 문제가 발생할 수 있다. 이는 VBUS 핀이 최대 20V로 정격되는 반면 CC 핀은 최대 5.5V로 정격되기 때문이다.
이러한 문제를 해결하려면 USB-C 커넥터와 USB-C Power Delivery 컨트롤러 사이에 USB Type-C 포트 보호 장치를 사용해야 한다.

#### 오디오 어댑터와의 호환성
USB‑C 포트는 헤드폰과 같은 유선 액세서리를 연결하는 데 사용할 수 있다.
장치에서 오디오를 출력하는 모드는 디지털과 아날로그 두 가지가 있다. USB‑C 오디오 어댑터는 주로 두 가지 유형이 있다. 능동형 (예: 디지털-아날로그 변환회로 (DAC) 포함)과 수동형 (전자 장치 없음)이다.
능동형 USB-C 헤드폰 또는 어댑터를 사용하는 경우, 디지털 오디오는 USB-C 포트를 통해 전송된다. DAC와 앰프에 의한 변환은 휴대폰 내부가 아닌 헤드폰 또는 어댑터 내부에서 이루어진다. 음질은 헤드폰/어댑터의 DAC에 따라 달라진다. DAC가 내장된 능동형 어댑터는 디지털 및 아날로그 오디오를 출력하는 장치에 대해 거의 보편적인 지원을 제공하며, 오디오 장치 클래스 3.0 및 오디오 어댑터 액세서리 모드 사양을 준수한다.
이러한 능동형 어댑터의 예로는 특별한 드라이버가 필요 없는 외장 USB 사운드 카드 및 DAC, 그리고 애플, 구글, 에센셜, 레이저, HTC, 삼성의 USB-C-3.5mm 헤드폰 잭 어댑터가 있다.
반면에 수동형 어댑터를 사용하면 디지털-아날로그 변환이 호스트 장치에서 이루어지며 아날로그 오디오가 USB-C 포트를 통해 전송된다. 음질은 휴대폰의 온보드 DAC에 따라 달라진다. 수동형 어댑터는 아날로그 오디오를 출력하는 장치(오디오 어댑터 액세서리 모드 사양을 준수하는 장치)와만 호환된다.
| 출력 모드       | 사양                                                                                      | 장치 | USB‑C 어댑터       | USB‑C 어댑터   |
| 출력 모드       | 사양                                                                                      | 장치 | 능동               | 수동, DAC 없음 |
| --------------- | ----------------------------------------------------------------------------------------- | --- | ------------------ | -------------- |
| 디지털 오디오   | Audio Device Class 3.0 (디지털 오디오)                                                    | 애플 아이폰 15, 구글 픽셀 2, HTC U11, 에센셜 폰, 레이저 폰, 삼성 갤럭시 노트 10, 삼성 갤럭시 S10 라이트, 샤프 아쿠오스 S2, 아수스 젠폰 3, 블루디오 T4S, 레노버 탭 4, GoPro, 맥북                                                                                            | 변환 없음          | 변환 불가능    |
| 아날로그 오디오 | - Audio Device Class 3.0 (디지털 오디오) - Audio Adapter Accessory Mode (아날로그 오디오) | 애플 아이폰 15, 모토 Z/Z 포스, 모토 Z2/Z2 포스/Z2 플레이, 모토 Z3/Z3 플레이, 소니 엑스페리아 XZ2, 화웨이 메이트 10 프로, 화웨이 P20/P20 프로, 아너 매직2, 르에코, 샤오미 폰, 원플러스 6T, 원플러스 7/7 프로/7T/7T 프로, 오포 파인드 X/오포 R17/R17 프로, ZTE 누비아 Z17/Z18 | 어댑터에 의한 변환 | 패스스루       |

#### 다른 고속 충전 기술과의 호환성
2016년, 구글의 엔지니어 벤슨 렁은 퀄컴이 개발한 퀵 차지 2.0 및 3.0 기술이 USB‑C 표준과 호환되지 않는다고 지적했다. 퀄컴은 고속 충전 솔루션이 USB‑C의 전압 요구 사항을 충족하도록 만들 수 있으며 문제 보고는 없다고 응답했지만, 당시 표준 준수 문제는 언급하지 않았다. 그해 말 퀄컴은 퀵 차지 4를 출시했는데, 이전 세대보다 진보된 것으로 "USB Type‑C 및 USB PD 호환"이라고 주장했다.

#### 호환성을 위한 규정
2021년 유럽 연합 집행위원회는 USB‑C를 범용 충전기로 사용을 제안했다. 2022년 10월 4일, 유럽 의회는 새로운 법률인 무선 장비 지침 2022/2380에 찬성 602표, 반대 13표, 기권 8표로 가결했다. 이 규정은 유럽 연합에서 판매되는 모든 새로운 휴대폰, 태블릿, 카메라, 헤드폰, 헤드셋, 휴대용 비디오 게임 콘솔, 휴대용 스피커, 전자책 리더기, 키보드, 마우스, 휴대용 내비게이션 시스템 및 이어버드가 유선 충전을 지원할 경우 2024년 말까지 USB‑C 포트를 장착하고 표준 USB‑C-USB‑C 케이블로 충전해야 한다. 또한 이러한 장치들이 고속 충전을 지원할 경우, USB Power Delivery를 지원해야 한다. 이 규정은 2026년 초까지 노트북에도 확대 적용될 예정이다. 이 규정을 준수하기 위해 애플은 2023년에 출시된 아이폰 15 및 에어팟 프로 2세대부터 자체 라이트닝 커넥터를 USB‑C로 교체했다. USB‑C 커넥터를 가진 첫 수정된 아이폰은 켄 피로넬의 해킹 결과였다.
2024년 12월 말, 새로운 EU 규정이 발효되어 EU에서 판매되는 모든 소형 및 중형 전자 기기에 USB-C 충전 포트를 의무화했으며, 노트북은 2026년까지 적용될 예정이다. 이 규정은 폐기물 감소와 소비자의 연간 2억 5천만 유로 절약을 목표로 한다. 처음에 변경에 반대했던 애플은 이후 자사 제품에 USB-C를 채택했다. 또한 소비자들은 기기와 함께 새 충전기를 받지 않을 수도 있다.

## 같이 보기
- USB 하드웨어 § 호스트 및 장치 인터페이스 리셉터클
- 선더볼트 (인터페이스)
- HDMI 버전 2.1
- GPMI